# Cruciamentum
Cruciamentum ist eine englische Death-Metal-Band, die 2005 gegründet wurde.

## Geschichte
Die Band wurde im Jahr 2005 gegründet. Ende 2008 hatte sich eine feste Besetzung gefunden, bestehend aus dem Gründungsmitglied Daniel „D.L.“ Lowndes (E-Gitarre, Gesang), dem Bassisten B.C. und dem Schlagzeuger Dani „D.B-H.“ Ben-Haim. Nach der Veröffentlichung des zweiten Demos Convocation of Crawling Chaos kam Roland „R.C.“ C. als zweiter Gitarrist zur Band. Danach trat die Gruppe zum ersten Mal live auf. Nachdem die Band einen Vertrag bei dem griechischen Label Nuclear Winter Records unterzeichnet hatte, erschien 2011 die EP Engulfed in Desolation. 2015 erschien das Debütalbum Charnel Passages, das innerhalb von drei Wochen mit dem Produzenten Gred Chandler im Priory Recording Studio in Birmingham aufgenommen und abgemischt worden war. Das Mastering und die Vorproduktion wurde von Lowndes durchgeführt.

## Stil
Auf ihrer Myspace Seite gab Cruciamentum Bands wie Incantation, Demigod, Abhorrence, Rottrevore, Necros Christos, Immolation und Morbid Angel als Einflüsse an. Im Interview mit Sebastian Schilling vom Rock Hard gab Lowndes an, dass er einen Großteil der Riffs schreibt und diese dann an die weiteren Mitglieder schickt, um zusammen mit ihnen dann die Lieder auszuarbeiten. Insgesamt habe es für das Debütalbum eine engere Zusammenarbeit zwischen den Mitgliedern gegeben als noch bei den vorherigen Tonträgern. Eine Ausgabe zuvor hatte Schilling das Album rezensiert. Hierauf sei Death Metal im Stil von Morbid Angel und Incantation hören, wobei ihr Stil kontrollierter klinge. Charakteristisch sei auch der Einsatz von Synthesizern, was an Morbid-Angel-Interludien oder Soundtracks von Doom oder Quake erinnere.

## Diskografie
- 2008: Rotten Flesh Crucifix (Demo, Eigenveröffentlichung)
- 2009: Convocation of Crawling Chaos (Demo, Eigenveröffentlichung)
- 2011: Eroding Chaos unto Ascendant Flesh (Split mit Vasaeleth, Hells Headbangers Records)
- 2011: Engulfed in Desolation (EP, Nuclear Winter Records)
- 2015: Charnel Passages (Album, Profound Lore Records)